# Route nationale 497
Pour les articles homonymes, voir Route 497.
La route nationale 497, ou RN 497, est une ancienne route nationale française reliant Vertaizon (Chignat) à Cunlhat (L'Alleyras).

## Histoire
Cette route a été créée dans les années 1930 par classement du chemin de grande communication no 18,. Elle est définie comme étant la route « de Clermont-Ferrand à Ambert ». À Noël 1957, elle est bloquée par d'importantes chutes de neige.
La réforme de 1972 entraîne le déclassement de cette route ; l'État la transfère au département du Puy-de-Dôme. Elle devient la RD 997.
Billom a été déviée et la traversée de la commune est devenue la RD 997A et la RD 997B.

## Tracé
- Chignat, commune de Vertaizon (km 0)
- Vertaizon
- Vassel
- Billom (km 8)
- Égliseneuve-près-Billom
- Mauzun (km 16)
- Saint-Dier-d'Auvergne (km 23)
- Dourbias, commune de Ceilloux
- L'Alleyras, commune de Cunlhat, où elle rejoignait la RN 496. (km 33)

La ligne droite entre Dourbias et L'Alleyras a servi de tournage du film Le Transporteur 3.